# Wöhlerschule
Die Wöhlerschule ist ein Gymnasium im Stadtteil Dornbusch von Frankfurt am Main. Es wurde 1870 von der Polytechnischen Gesellschaft, einer Frankfurter Bürgerstiftung, gegründet, und nach August Anton Wöhler (1771–1850) benannt. Dieser war langjähriger Präsident der Polytechnischen Gesellschaft, Begründer des Frankfurter Berufsschulwesens und der Vater des Chemikers Friedrich Wöhler.

## Geschichte

### Die alte Wöhlerschule im Westend
Die ursprüngliche Wöhlerschule wurde 1870 als Schule für Jungen gegründet. Das Schulgebäude befand sich damals in der Lessingstraße im Frankfurter Stadtteil Westend-Süd.

### Die Wöhlerschule nach 1945
Im Zweiten Weltkrieg wurden die alten Schulräume bei den Luftangriffen auf Frankfurt am Main zerstört und nach dem Krieg fand der Unterricht zuerst in gemeinsamen Räumen mit einem benachbarten Frankfurter Mädchengymnasium, der Bettinaschule, statt. Bis zum Umzug 1957 wurde später Schichtunterricht in der Liebigschule in der Sophienstraße in Frankfurt-Bockenheim erteilt.
Erst im Mai 1957 zog die Wöhlerschule auf ihr heutiges Schulgelände im Frankfurter Stadtteil Dornbusch um. Die Wöhlerschule war noch bis in die 1970er Jahre eine reine Jungenschule. Die ersten Mädchen kamen im Jahrgang 1972 an die Wöhlerschule.
In den späten 1990er Jahren wurde die Wöhlerschule durch den Bau eines „Ökohauses“ bekannt, das aus Elternspenden finanziert wurde. Im Jahr 2001 forschte eine Schülerarbeitsgemeinschaft den Lebensgeschichten jüdischer Wöhlerschüler nach, die in der Zeit des Nationalsozialismus im Holocaust ermordet worden waren, und errichtete 27 Gedenksteine aus Granit mit den Namen dieser ehemaligen Schüler.

## Das Schulgelände
Das Schulgelände besteht aus dem Hauptgebäude, acht Trakten und der Aula, die sich die Wöhlerschule mit der angrenzenden Heinrich-Seliger-Schule (Primarstufe) teilt. Das Bauensemble steht unter Denkmalschutz. Auf dem Gelände stehen daneben zwei in den 1970er Jahren errichtete provisorische („IPI-“)Bauten, eine große Sporthalle, die in den 1980er Jahren hinzukam, das in den 1990er Jahren aus einer Schülerinitiative entstandene „Ökohaus“, die 2007 gebaute Mensa und die 2012 errichtete Sporthalle.

## Sonstiges
Die Schule liegt seit 1957 im Stadtteil Dornbusch und ist gut durch die U-Bahn-Linien U1 bis U8 über die Haltestellen Dornbusch und Fritz-Tarnow-Straße und auch mit dem Bus der Linie 34 erreichbar.
An der Wöhlerschule unterrichten derzeit 103 Lehrer und 18 Referendare in den Klassen 5 bis 13.
Die heutigen Schwerpunkte der Schule sind
- naturwissenschaftliche Bildung,
- ökologische Bildung,
- Sprachen und interkulturelle Verständigung,Wöhlerschule Gymnasium-Eingang

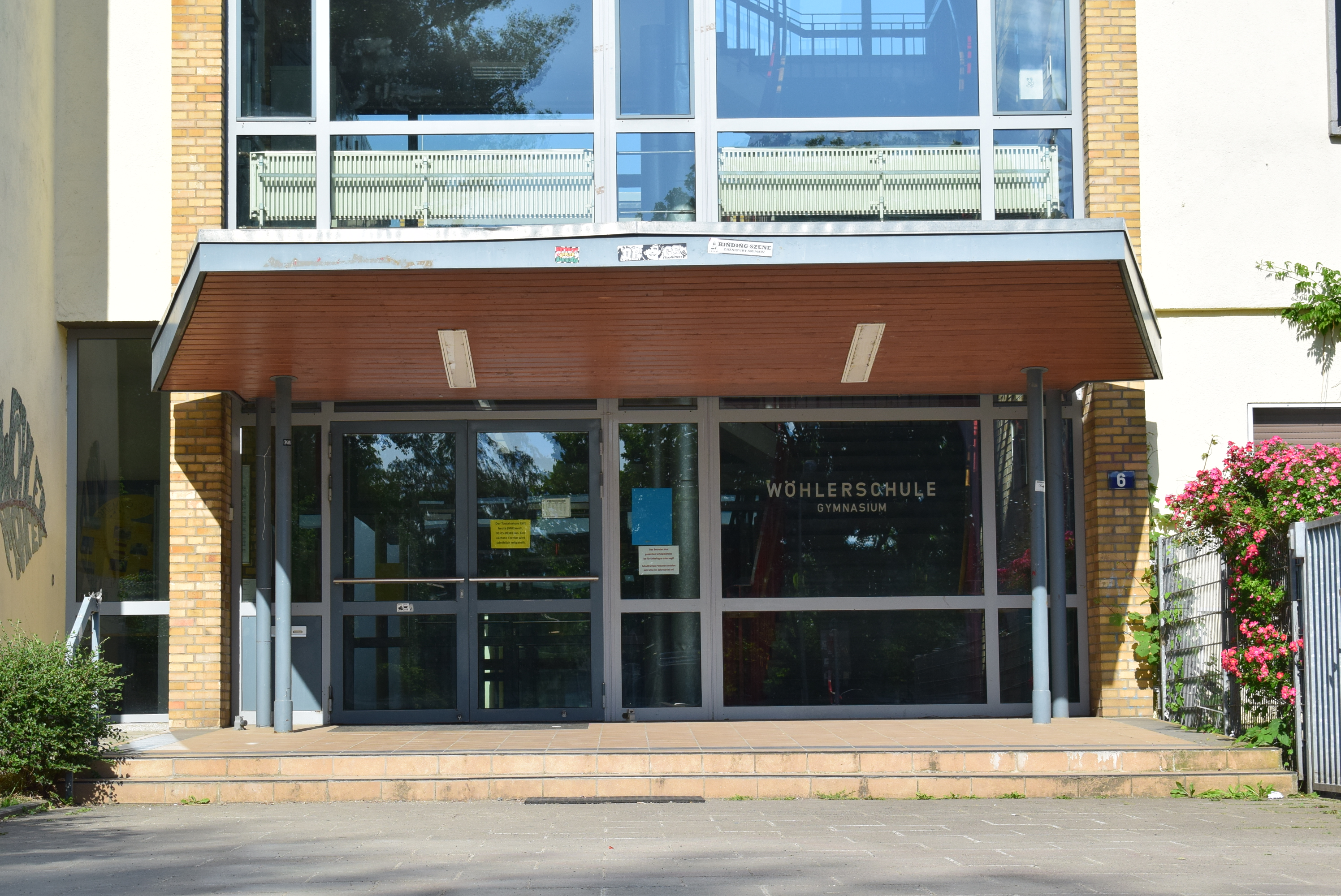
Wöhlerschule Gymnasium-Eingang

- künstlerische und musikalische Bildung,
- neue Informations- und Kommunikationstechnologien.

Die Wöhlerschule ist seit Juli 2005 eine von vier Schulen im Projekt Schule interaktiv, das von der Deutschen Telekom Stiftung finanziert wird. Zudem ist die Wöhlerschule eine Schule im Netzwerk für nachhaltige Entwicklung (BLK 21) und engagiert sich als UNESCO-Projektschule.
Beim Deutschen Schulpreis 2010 erreichte die Wöhlerschule die engere Wahl unter den besten 20 von 162 teilnehmenden Schulen aus ganz Deutschland.
Die Homepage der Wöhlerschule wurde beim Schulhomepage Award 2010 mit dem 2. Platz von 560 teilnehmenden Schulen aus Deutschland, Österreich und der Schweiz ausgezeichnet.
Am 8. November 2014 wurde ein ARISS-Schulkontakt mit der Internationalen Raumstation (ISS) durchgeführt. Mehrere Schüler konnten über Amateurfunk ihre Fragen stellen und erhielten von dem Astronauten Alexander Gerst Antworten.
Für seinen Dokumentarfilm Praunheim Memoires (2014) interviewte der ehemalige Schüler Rosa von Praunheim seinen damaligen Deutschlehrer Heinz Nickel, der ihn als erster Pädagoge förderte. Am Schultheater des Gymnasiums inszenierte der Regisseur zum ersten Mal eine Theateraufführung, und zwar Pyramus et Thisbe aus Ovids Metamorphosen. Da es sich damals noch um eine reine Jungenschule handelte, wurden die weiblichen Rollen von Jungen gespielt.

## Bekannte Schüler und Lehrer
- Friedrich Kreyßig (1818–1879), war 1871 bis 1879 Direktor der Wöhlerschule.
- Carl Friedrich Gustav Vogt (1839–1886), Naturwissenschaftler, unterrichtete ab Ostern 1874.
- Karl Bücher (1847–1930), war 1873 bis 1878 Lehrer an der Wöhlerschule.
- Selly Gräfenberg (1863–1921), Anglist und Romanist, von 1898 bis 1903 Oberlehrer am Wöhler-Realgymnasium
- Julius Ziehen (1864–1925) war 1898 bis 1901 Direktor der Wöhlerschule.
- Walther Rathenau (1867–1922), Industrieller und Außenminister in der Weimarer Republik, war Schüler der Wöhlerschule.
- Georg Hartmann, (1870–1954), Industrieller und Frankfurter Kunstmäzen, Schüler.
- Julius Höxter (1873–1944), Pädagoge und Schriftsteller, war Geschichtslehrer an der Wöhlerschule.
- Hermann Abendroth (1883–1956), Dirigent, Schüler.
- Walther Davisson (1885–1973), Geiger und Dirigent, Schüler.
- Hans Oppermann (1886–1946), Landrat, Schüler.
- Gustav Doetsch (1892–1977), vor allem wegen seiner Entwicklung der Theorie der Laplacetransformation bekannter Mathematiker, war 1904 bis 1911 Schüler der Wöhlerschule.
- Felix Weil (1898–1975), war in den 1920er Jahren Mitgründer des Frankfurter Instituts für Sozialforschung.
- Erich Fromm (1900–1980), deutscher Psychoanalytiker, Philosoph und Sozialpsychologe legte 1918 sein Abitur an der Wöhlerschule ab.
- Elias Canetti (1905–1994), Träger des Nobelpreises für Literatur (1981), legte 1924 an der Wöhlerschule sein Abitur ab. Canetti lebte von 1921 bis 1924 in Frankfurt am Main.
- Otto Heilbrunn (1906–1969), deutsch-britischer Jurist und Sachbuchautor
- Kurt Bergel (1911–2001), Literaturwissenschaftler und Experte für die Arbeit und das Leben von Albert Schweitzer
- Reno Nonsens (1919–2001), Kabarettist und Schauspieler, Abitur 1939.
- Peter Bloch (1921–2008), Kunsthistoriker, Schriftsteller und Journalist. Porträtierte in seiner Schrift Meine Lehrer (Frankfurt, 2008) einige Lehrer der 30er Jahre, u. a. Franz Schramm und Julius Höxter.
- Alfred Grosser (1925–2024), Publizist, Soziologe und Politikwissenschaftler.[10]
- Gisela Eckhardt (1926–2020) Physikerin, Erfinderin und Unternehmerin.
- Dieter Schnebel (1930–2018), Komponist und Theologe, unterrichtete von 1963 bis 1970 als Religionslehrer an der Wöhlerschule.
- Rosa von Praunheim (* 1942), Regisseur, Wegbereiter und Mitbegründer der deutschen Lesben- und Schwulenbewegung, war Schüler der Wöhlerschule.
- Michael Sachs (* 1960), Chirurg und Medizinhistoriker
- Gabriele Britz (* 1968), Richterin des Bundesverfassungsgerichts und Professorin der Rechtswissenschaften an der Universität Gießen, Schülerin.[11]